# Port morski w Kłajpedzie

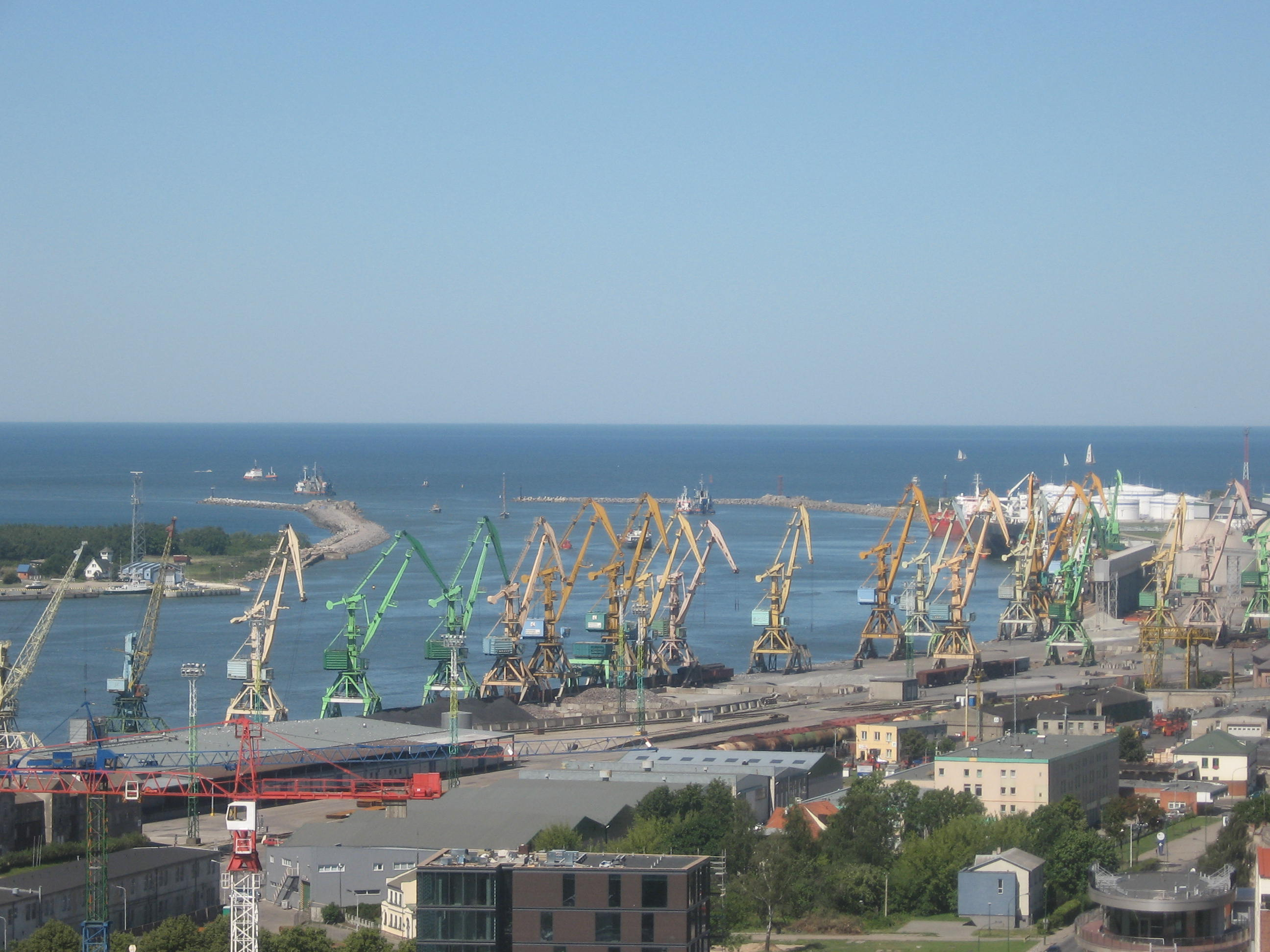
Port w Kłajpedzie obsłużył ponad 36 mln ton ładunku w 2014 r.

Port w Kłajpedzie – port morski zlokalizowany w Kłajpedzie na Litwie. Jest to jeden z niewielu portów w północnej części Europy, który nie ma problemów z zalodzeniem. Jednocześnie jest on największym portem litewskim. Przyjmuje on statki wycieczkowe i towarowe. Posiada regularne połączenia promowe z Kilonią, Sztokholmem i innymi europejskimi miastami.

## Historia
Miasto Kłajpeda było zaangażowane w handel morski już od początku XIII w., a nawet wcześniej – zważywszy na jego położenie na szlaku bursztynowym. Przez kilka wieków Kłajpeda konkurowała z portem w Gdańsku i w Królewcu. Port był silnie ufortyfikowany. Przed wybuchem I wojny światowej głównym ładunkiem obsługiwanym w Kłajpedzie było drewno; po wojnie kontrolę nad portem uzyskała Litwa. W XX w. na Litwie powstały przedsiębiorstwa związane z minerałami i celulozą, w związku z czym port obsługiwał ładunki z tymi towarami. Powstała także infrastruktura, która wspomaga rybołówstwo i przemysł stoczniowy.

## Obecna działalność
Po ogłoszeniu niepodległości przez Litwę w 1991 r. w Kłajpedzie powstał państwowy urząd morski. Władze portu są odpowiedzialne za utrzymanie, przebudowę i modernizację infrastruktury portowej. Natomiast zarządzanie rozładunkami i załadunkami odpowiadają niezależne terminale. Ziemia oraz infrastruktura portowa są własnością państwową, jednak obecnie przeprowadzana jest częściowa prywatyzacja.
Port w Kłajpedzie jest najbardziej na północ wysuniętym portem wolnym od lodu we wschodniej części Morza Bałtyckiego. Może on przyjmować statki o długości do 337 m, szerokości do 48 m i zanurzeniu rufy do 13,4 m. Z Kłajpedy wypływają statki do 65 krajów. Rocznie obsługiwane jest ok. 43 mln ton ładunku. Na terenie portu znajduje się 90 km linii kolejowej. Port ma połączenie autostradowe z Moskwą, które prowadzi przez Kowno, Wilno i Mińsk.